# Barbara Hanley
Barbara Hanley, född 1882, död 1959, var en kanadensisk politiker. 
Hon blev 1936 Kanadas första valda kvinnliga borgmästare. Hon var borgmästare i Webbwood, Ontario mellan 1936 och 1944. 